# Palazzo Bevilacqua
A Palazzo Bevilacqua egy ősi palota Veronában, a Corso Cavour mentén, Michele Sanmicheli építész műve.

## Története

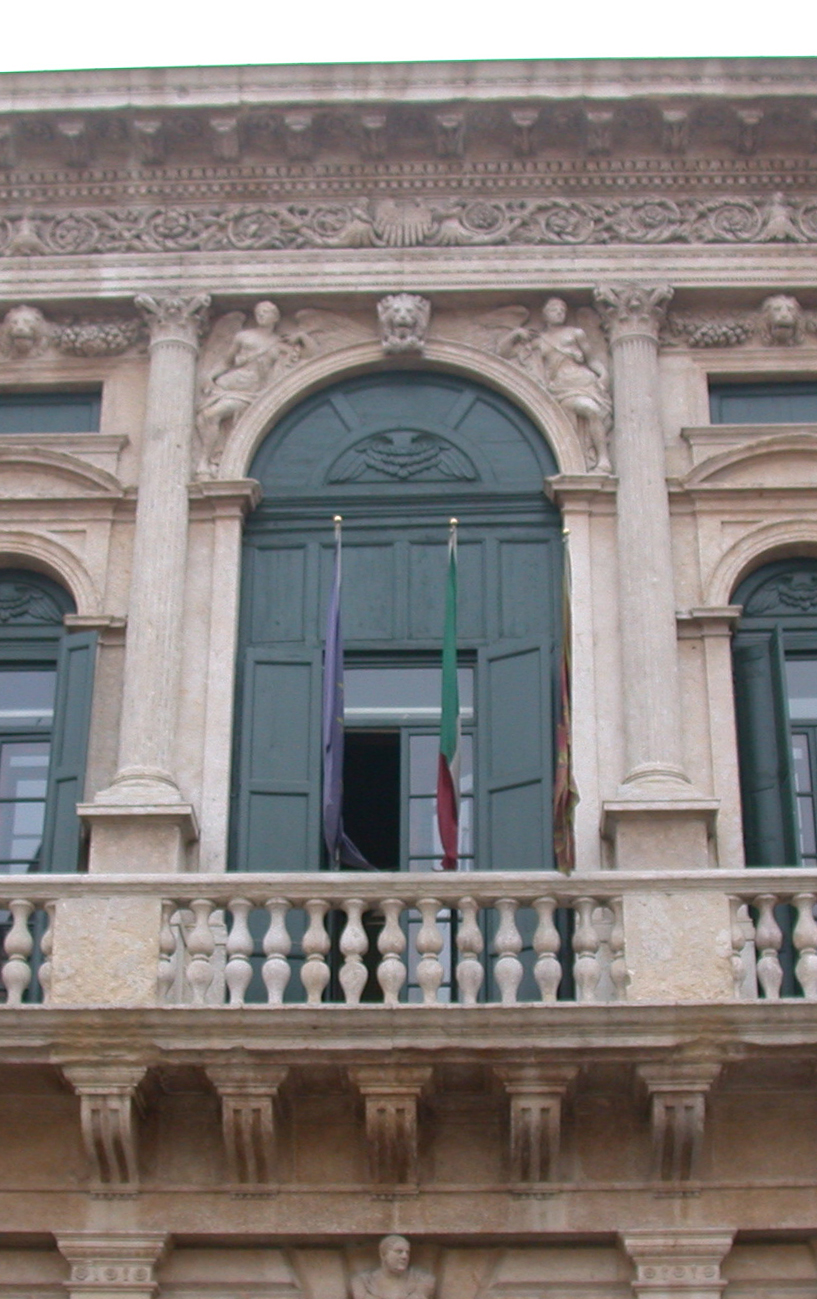
A Palazzo Bevilacqua részlete

Tekintettel a veronai Bevilacqua család történelmi jelenlétére és jelentőségére,  nem ez az egyetlen Bevilacqua-épület van a város központjában. A két legfontosabb közül az egyik az ősi város szívében, és ez a Cavournak szentelt sétány mentén.
A leghíresebb minden bizonnyal ez utóbbi, amelyet a híres veronai építész, Michele Sammicheli 1530 körül épített a Bevilacqua család megbízásából, és amely évszázadok óta jelen van ezen a területen (1146-ban már megvolt).
A palotában több éven át Marco Bevilacqua gróf művészeti gyűjteménye volt, amelyben olyan veronai művészek alkotásai is helyet kaptak, mint Orbetto, de még olyan világhírű festőkéi is, mint Jacopo Tintoretto és Paolo Veronese.
Felicita Bevilacqua utolsó hercegné a palotát a városra hagyta, jelenleg az ITCS Lorgna-Pindemonte székhelye.

## Leírása

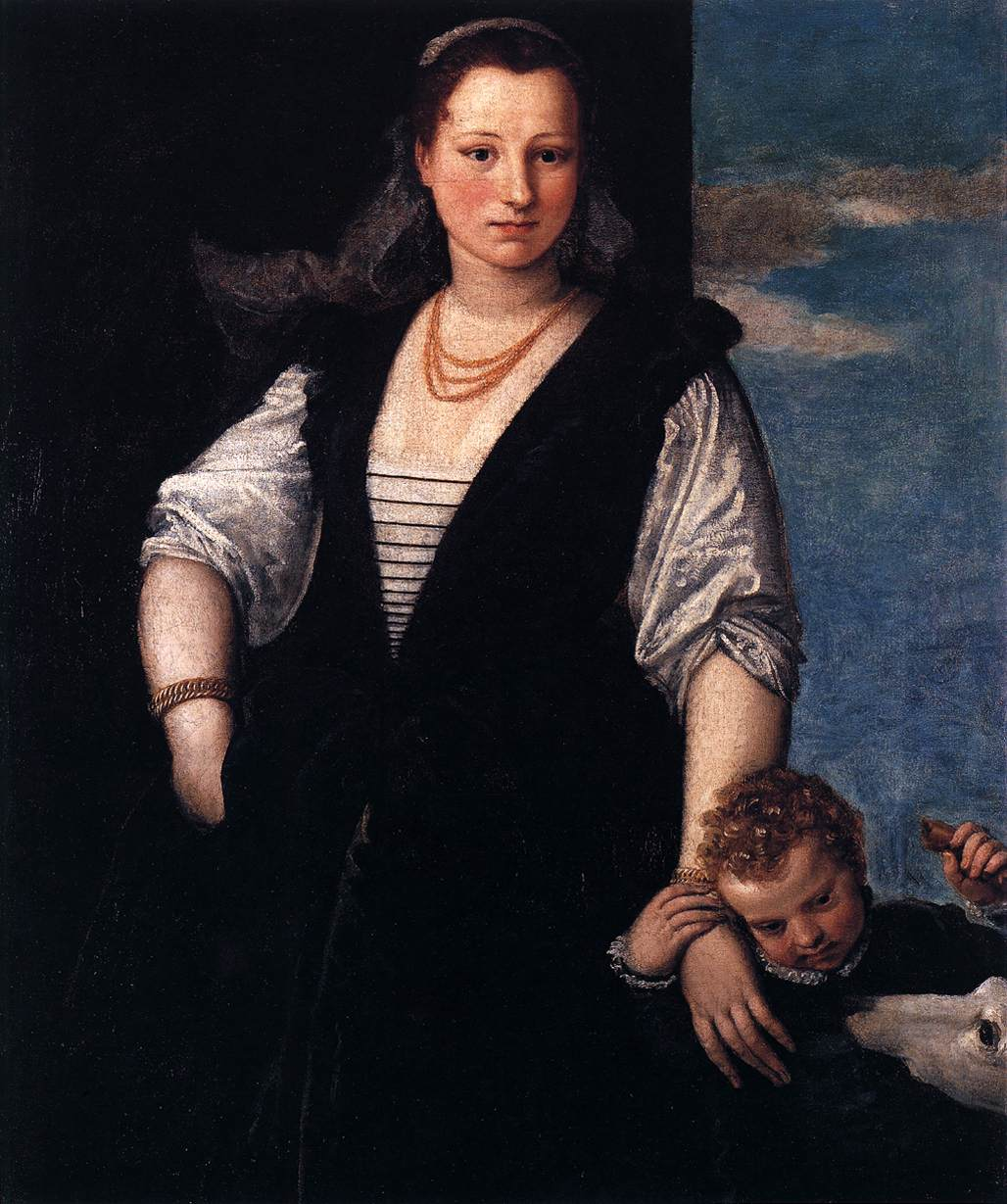
Paolo Veronese: Fiatal nő portréja gyermekkel és kutyával (Louvre, Párizs)

A város egyik legkifinomultabb és leggazdagabb épülete, amelynek homlokzata két különböző stílusban készült: az alsó masszívabb, a felső pedig karcsúbb és elegánsabb. A nagy bejárati kapun belépve a belső udvarra jutunk, amely közvetlenül az emeletre vezet, ahol a nemesi család tagjai laktak.
A palotában híres festmények is voltak, köztük Giovan Francesco Caroto A könny jámborsága című alkotása, amely jelenleg a Castelvecchio városi múzeumban. Szent Jeromos, Vercelli Szent Vilmos és Assisi Szent Ferenc képe Domenico Brusasorzitól, valamint Tintoretto Paradicsom című alkotása a párizsi Louvre-ban láthatók. Voltak más művek is, amelyek most különféle olasz és külföldi gyűjteményekben vannak szétszórva. A napóleoni fosztogatást követően Bulletin de la Société dell'arte français 1936-os katalógus szerint a palotából származik:
- Nemesasszony portréja, Veronese alkotását Napóleon műtárgyrablásai alatt a Louvre-ba vitték, ám az Antonio Canova 1815-ös műtárgy-visszakövetelése során eltűnt.
- Fiatal nő portréja gyermekkel és kutyával, szintén Veronese műve, amelyet a Louvre-ba vittek és ott is maradt.
- Szent család Szent Orsolyával, Veronese festménye, Napóleonék a Louvre-ba vitték és ott is maradt.

## Bibliográfia
- Tullio Lenotti. Palazzi di Verona. Verona: Vita veronese (1964)
- Federico Dal Forno. Case e palazzi di Verona. Banca mutua popolare di Verona (1973)
- Pierpaolo Brugnoli. L'architettura a Verona nell'età della Serenissima. Verona: Edizioni Banca Popolare di Verona (1988)
- Patrizia Floder Reitter. Case Palazzi e Ville di Verona e Provincia. Verona: I.E.T. edizioni (1997)
- Giorgio Forti. La scena urbana: strade e palazzi di Verona e provincia. Verona: Athesis (2000)
- Mario Luciolli. Passeggiando tra i palazzi di Verona. Jago edizioni (2003). ISBN 978-8889593059

## Fordítás
Ez a szócikk részben vagy egészben  a   Palazzo Bevilacqua című olasz Wikipédia-szócikk ezen változatának fordításán alapul.  Az eredeti cikk szerkesztőit annak laptörténete sorolja fel. Ez a jelzés csupán a megfogalmazás eredetét és a szerzői jogokat jelzi, nem szolgál a cikkben szereplő információk forrásmegjelöléseként.